# Американська школа в Лезені

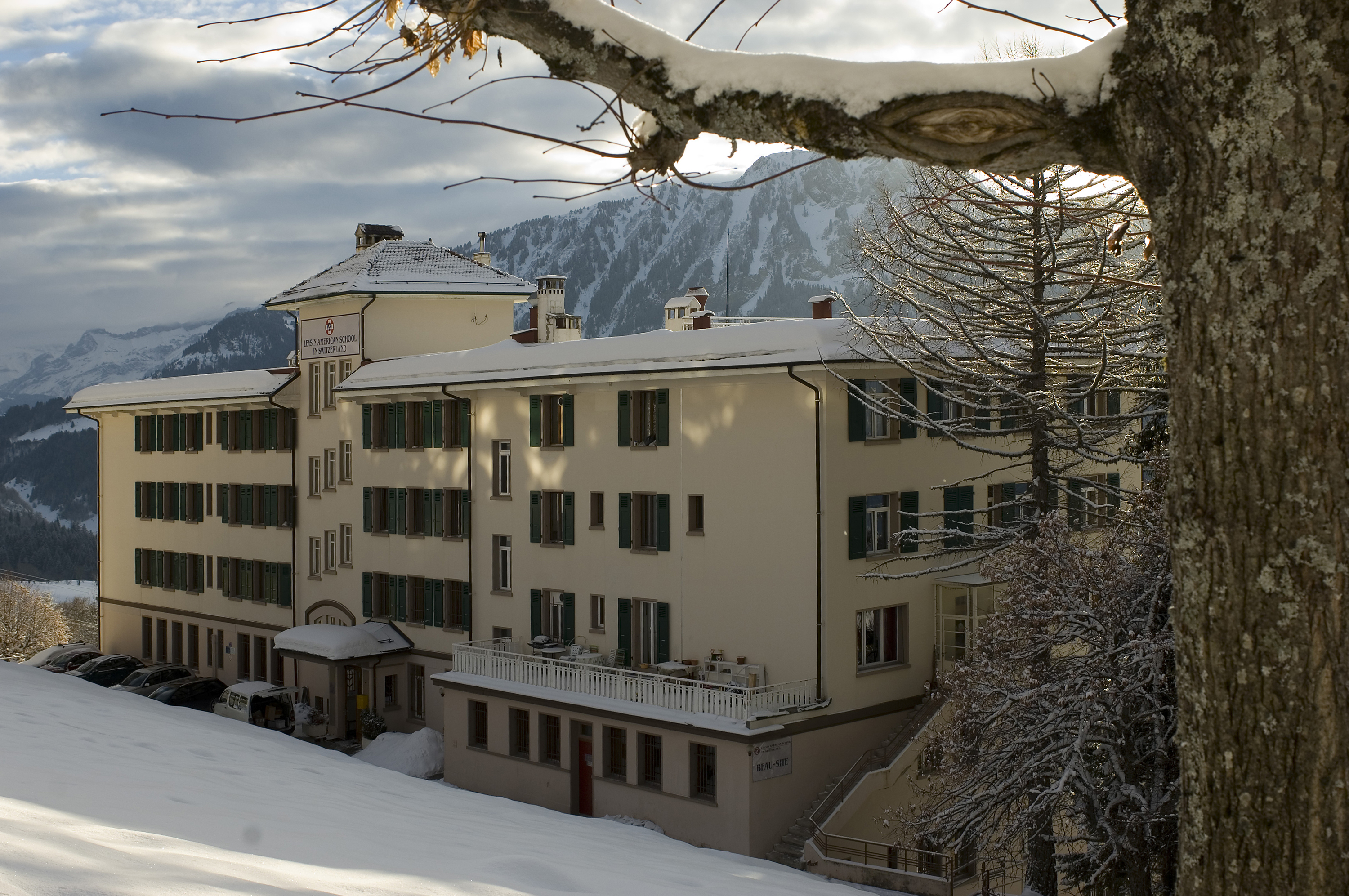
Корпус «Савойя» Лезенської американської школи в Швейцарії до перебудови 2008—2010 років

Американська школа в Лезені (англ. Leysin American School), яку також часто називають Лезенська американська школа в Швейцарії (англ. Leysin American School in Switzerland) — приватна міжнародна школа-інтернат, яка є членом Ради міжнародних шкіл (англ. Council of International Schools — «CIS») та Європейської Ради міжнародних шкіл, (англ. European Council of International Schools — «ECIS»). Школа розташовується за 25 кілометрів (по прямій — 10 кілометрів) від східного берега Женевського озера на схилах Альп у курортній зоні села Лезен, що у кантоні Во.

## Коротка історія
Школу заснували у 1960 подружжя Фред та Сігрід Отт. Кампус школи на той час розташувався у орендованому корпусі всесвітньовідомої туберкульозної клініки «Ґранд-Готель» у Лезені, яку у свій час відвідували знаменитості зі всього світу, зокрема, і останній російський самодержець Микола ІІ у 1904, та Магатма Ґанді у 1931.
В 1961 у школі навчалося 89 учнів, більшість із яких були дітьми американських військовослужбовців, що на той час проходили службу в Європі.
Щоб надати можливість випускникам середніх класів школи після двох років навчання отримати вищу освіту і дипломи американського зразка (диплом про повну загальну освіту), у 1963 Фредом Оттом був створений «Американський коледж у Швейцарії». Коледж був закритий у 2007 році.
У 1987 школа успішно пройшла акредитацію та стала членом Європейської Ради міжнародних шкіл, (англ. European Council of International Schools — «ECIS»). Цього ж року школа була акредитована Асоціацією коледжів та шкіл Середніх Штатів (англ. Middle States Association of Colleges and Schools — «M.S.A.»).
11 грудня 1991 школа пройшла процедуру акредитації освітньої програми повної загальної середньої освіти — «Diploma Programme» міжнародною некомерційною приватною освітньою фундацією «International Baccalaureate®».
13 червня 2008 школа придбала «Ґранд-Готель» і розпочала проектні і підготовчі роботи. Після капітального ремонту, перебудови та добудови у 2010 відкрив двері для школярів новий кампус «Belle Époque» по вулиці Шемен де ля Сурсе (раніше «Ґранд-Готель у Лезені»). Назва трамвайної зупинка поруч із школою не змінилася і залишилася старою — «Ґранд-Готель».
У 2013 школа успішно пройшла акредитацію Асоціацією шкіл та коледжів Нової Англії (англ. New England Association of Schools and Colleges — «NEASC»).
У 2016 по вулиці Роуте де Прелан, поряд із корпусом «Савойя», було урочисто відкрито шкільний «Атлетичний центр Магічна Гора». Відкриття центру було приурочене до 100-річного ювілею засновниці Американської школи в Лезені пані Сігрід Отт.

## Опис навчального закладу
У школі навчаються діти віком 12 — 18 років за програмами середніх та старших класів з 7 по 12 (англ. «Middle School» та «Senior School»). Окрім цього, передбачується можливість отримання післядипломної освіти протягом 13-го року навчання. Навчання проходять у двох основних кампусах «Савойя» (англ. Savoy) — середні класи (7-10) та «Прекрасна Епоха» (фр. Belle Époque) — старші класи (11 — 12). У решті корпусів та будівель розташувалися гуртожитки, помешкання вчителів та інші шкільні приміщення.
Школа забезпечує інтернатну форму навчання. Учні та спальні корпуси розділені на невеликі вікові групи для створення відчуття родини. Для дітей інтернату, які не можуть відвідати свої родини під час канікул, чи просто мають бажання, організовують екскурсійні поїздки. На 2015—2017 навчальний рік заплановані поїздки та екскурсії:
- Швейцарія: Женева, Берн, Лугано;
- Італія: Флоренція, Рим, Венеція;
- Європа: Лондон, Париж, Барселона;
- Поїздки весняних канікул: Танзанія, Таїланд, Єгипет;
- поїздки та походи вихідного дня (уїкенди).

З огляду на розташування школи у курортній зоні та можливості учнів займатися гірськолижними видами спорту, чи просто кататися на лижах та/або на сноубордах на свіжому гірському повітрі два дні на тиждень у лижний період, батьки охоче віддають своїх дітей на навчання у цю школу-інтернат.

## Освітні програми
Основною освітньою програмою є програма, аналогічна програмам, прийнятим у школах Нової Англії у США. Усі учні школи мають можливість здобувати диплом про вищу освіту США (англ. US High school diploma). Разом із тим, є також можливість здобути і диплом міжнародного бакалаврату (англ. IB Diploma).

### IB Diploma Programme
Програма для одержання диплому міжнародного бакалаврату передбачає можливість здобування міжнародного диплому про повну загальну освіту і розрахована на учнів, які планують продовжити навчання в кращих університетах світу. Програма розрахована на два академічні роки, розпочинається в 11-му класі і закінчується у 12-му. Навчання в 7 та 8 класах середньої та у 9 і 10 класах вищої школи передбачає формування бази знань і практичних умінь для опанування цієї програми у випускних класах. Дипломи про повну загальну освіту (англ. The IB diploma) надають можливість здобувати вищу освіту та приймаються і визнаються більше, ніж 2 337 університетами у 90 державах світу.

### US High school diploma
Програма для здобуття Диплому вищої школи передбачає можливість здобування диплому про повну загальну освіту американського зразка і розрахована на учнів, які планують продовжити навчання в кращих університетах Північної Америки чи отримати роботу в США або Канаді. Ця програма практично ідентична із освітніми програмами, за якими навчаються у більшості шкіл США та Канади. Школа отримала таку можливість і право завдяки акредитації «Асоціацією шкіл та коледжів Нової Англії» (NEASC), а також, «Радою міжнародних шкіл» (CIS).

### Поєднання програм
Учні, які успішно пройшли курс навчання за програмою IB Diploma Programme у повному обсязі і успішно склали іспити, отримують «IB Diploma». Разом із цим, вони отримують і «US High school diploma».
Учні, які пройшли курс навчання за програмою «IB Diploma Programme», однак, іспити складені не у повному обсязі, отримують сертифікати про зараховані кредити за цією програмою, за якими вони успішно склали іспити. Разом із цим, вони отримують і «US High school diploma».
Учні також мають можливість навчатися за програмою «IB Diploma Programme» у повному обсязі чи за окремими її курсами, але не намагаються скласти іспити чи за увесь курс, чи за окремі курси для того, щоб отримати сертифікати про зараховані кредити, отримують тільки «US High school diploma». Кожен учень має можливість самостійно обирати різні курси.

## Мовні програми
Основною мовою, якою викладають практично усі предмети, є англійська. Разом із тим, учні вивчають і французьку. Практично усі викладачі є носіями мови. Окрім цього, учнів залучають і до вивчення їх рідних мов.
Для тих учнів, для яких англійська не є рідною мовою, передбачена програма з вивчення англійської із можливістю скласти стандартні тести «ESL» (англ. English as a second or foreign language), необхідні для учнів, які не є носіями англійської, і планують продовжити навчання або отримати роботу у Північній Америці чи у англомовних країнах.
Особливістю школи є те, що у ній учні мають змогу вивчати українську як у обсязі необов'язкового курсу, так і з можливістю складання іспитів за вимогами програми «IB Diploma Programme» на рівні «UKRAINI A LIT».

## Літній дитячий табір
Під час літніх канікул, коли основна частина учнів школи роз'їжджається по домівках або подорожує, в школі організовують літній дитячий табір для відпочинку, оздоровлення та розвитку дітей. У таборі можуть перебувати як учні школи, які з різних причин залишилися в Лезені, так і діти із усього світу, яких приваблює туристична Швейцарія.
В таборі організовують два тури, кожен із яких триває чотири або три тижні. Вартість залежить від тривалості обраного туру. Дітей в таборі розподіляють на три вікові групи. У програмі кожного туру походи в Альпи. Програми походів різні для кожної вікової групи. Окрім цього, передбачені спортивні та культурні заходи, активний відпочинок та розвиток дитини і вивчення англійської та французької.
Останніми роками у таборі все частіше відпочивають потенційні майбутні учні школи, які прагнуть поближче ознайомитися зі школою, умовами перебування і навчання у ній, спробувати на практиці свої знання мов та вдосконалити їх.

## Відомі учні та особистості, пов'язані із школою
| Фото | Прізвище              | Опис |
|      | Джон Харлін           | американський альпініст, який загинув під час сходження на гору Айгер, працював спортивним директором школи                                                                                     |
|      | Вінтроп Пол Рокфеллер | американський політик, бізнесмен, член родини Рокфеллерів, син Вінтропа Рокфеллера, 13-й віце-губернатор американського штату Арканзас, член Республіканської партії США (Американський коледж) |
|      | Ебер Онвудіве         | нігерійський політичний економіст, науковець, професор, проживає і працює в Абуджі (Американський коледж)                                                                                       |
|      | Пітер Валленберг      | шведський бізнесмен, член родини Валленбергів, співвласник всесвітньовідомих компаній Атлас Копко, Сканія тощо. Автогонщик, учасник перегонів Porsche Carrera Cup Scandinavia                   |
|      | Йилдирим Демірюре     | турецький бізнесмен, колишній голова мультиспортивного клубу Бешікташ, нинішній президент Турецької футбольної федерації                                                                        |
|      | Джон Ґіддінг          | американський архітектор турецького походження, учасник телешоу, колишня фотомодель |